# 朱蘭馨
朱蘭馨（？—1814年），字芬若，號松喬，浙江海鹽人。清朝政治人物，同進士出身。

## 生平
乾隆四十四年（1779年）己亥科舉人，四十六年（1781年）辛丑科进士。授江西鉛山知縣，歷調彭澤、瑞昌，遷任湖口督捕同知，官至吏部稽勛司员外郎。嘉慶十九年（1814年），卒於京師。
後世朱彭壽，光緒二十四年（1898年）戊戌科進士。

## 著作
著有《松喬詩鈔》。《晚晴簃詩彙》卷103錄其詩兩首：
- 江行雜咏

江行盡日趁和風，估客帆悬十幅同。
最是客心看不足，乱山蒼翠夕陽中。
- 登秦驻山

泰皇飛劍抉浮雲，望海東來駐六軍。
蓬島未回童女楫，桑田已起美人坟。
祇今报賽隆千載，當日巡遊遍八垠。
极目遥天秋色老，波涛滚滚夕陽曛。